# Gneu Domici Ahenobarb (cònsol 192 aC)
Gneu Domici Ahenobarb (llatí: Cnaeus Domitius L. F. L. N. Ahenobarbus) va ser un magistrat romà. Formava part dels Ahenobarbs, una branca plebea de la gens Domícia.
Va ser edil del poble l'any 196 aC a Roma. Amb els fons recollits dels pecuaris i amb les multes imposades, va construir un temple dedicat a Faune, a una illa del Tíber el 194 aC any en què va ser pretor. L'any 192 aC va ser elegit cònsol i el senat el va enviar contra els bois als que va derrotar. Es va quedar al territori dels bois fins a l'any següent en què el va succeir el cònsol Escipió Nasica. El 190 aC va ser llegat del cònsol Luci Escipió en la guerra contra Antíoc III el Gran. És l'autor de la famosa frase d'advertència Roma cave tibi (Roma, tingues cura de tu mateixa) pronunciada segurament durant el seu consolat.